# Liste der Naturdenkmale in Nordhofen
Die Liste der Naturdenkmale in Nordhofen nennt die im Gemeindegebiet von Nordhofen ausgewiesenen Naturdenkmale (Stand 13. Juni 2024).

## Ehemalige Naturdenkmale
| Nr.         | Bezeichnung | Lage                                               | Beschreibung                                 | Bild                                    |
| ----------- | ----------- | -------------------------------------------------- | -------------------------------------------- | --------------------------------------- |
| ND-7143-476 | Runde Buche | südlich des Ortes an der K 132; Flur Oberfeld Lage | Fagus sylvatica; Rechtsverordnung aufgehoben | Direkt Bild zu diesem Denkmal hochladen |